# Nikomachos (Mythologie)
Nikomachos (altgriechisch Νικόμαχος Nikómachos) ist ein Heros der griechischen Mythologie.
Er ist der Sohn des Machaon, eines heilkundigen Sohnes des Asklepios, und der Antikleia, der Tochter des Diokles. Nach dem Tod seines Großvaters Diokles erhält er gemeinsam mit seinem Zwillingsbruder Gorgasos die Herrschaft über das messenische Pharai. Pausanias berichtet, dass die Zwillinge noch zu seiner Zeit (2. Jahrhundert n. Chr.) in Pharai als Heroen verehrt wurden. Sie besaßen dort ein Heiligtum und erhielten Weihegeschenke für die Heilung von Kranken. Das Heiligtum soll vom messenischen König Isthmios gestiftet worden sein.
In der Antike wurde die Familie des Philosophen Aristoteles auf Nikomachos zurückgeführt, da dessen Vater Nikomachos Leibarzt des makedonischen Königs Amyntas II. war und als Verfasser medizinischer Werke galt. Zudem findet sich der Name gehäuft in der weiteren Familie des Aristoteles wieder.
Möglicherweise handelt es sich beim Kult der Zwillinge um einen vorgriechischen Götterkult, der mit der Ausbreitung des Asklepioskultes zum Heroenkult herabsank. Die herabgesunkenen Götter wurden in die Genealogie der Stadtherrscher und als ursprüngliche Heilgötter unter die Nachkommenschaft des Asklepios eingereiht.